# 格赖夫斯瓦尔德附近诺伊恩基兴
诺伊恩基兴（德語：Neuenkirchen）是德国梅克伦堡-前波美拉尼亚州的一个市镇，隶属于前波美拉尼亚-格赖夫斯瓦尔德县。总面积为23.09平方千米，截至2020年总人口为2424人。